# Дъектиекское сельское поселение
Дъектиекское се́льское поселе́ние — муниципальное образование в Шебалинском муниципальном районе Республики Алтай Российской Федерации.
Административный центр — село Дъектиек.

## История
Статус и границы сельского поселения установлены Законом Республики Алтай от 13 января 2005 года № 10-РЗ «Об образовании муниципальных образований, наделении соответствующим статусом и установлении их границ»

## Население
| 2010 | 2011  | 2012  | 2013  | 2014  | 2015 | 2016 |
| ---- | ----- | ----- | ----- | ----- | ---- | ---- |
| 1047 | →1047 | ↘1015 | ↘1010 | ↘1008 | ↘997 | ↘989 |
| 2017 | 2018  | 2019  | 2020  | 2021  |      |      |
| ↘973 | ↘941  | ↗958  | ↘932  | ↘806  |      |      |

## Состав сельского поселения
| № | Населённый пункт | Тип населённого пункта       | Население |
| - | ---------------- | ---------------------------- | --------- |
| 1 | Дъектиек         | село, административный центр | ↘593      |
| 2 | Топучая          | село                         | ↘194      |
| 3 | Кумалыр          | село                         | ↘162      |
| 4 | Арбайта          | село                         | ↗40       |